# 全禮鎔
全 禮鎔（전예용 チョン・イェヨン 1910年1月3日 - 1994年7月4日）は、韓国の政治家・官僚。韓国銀行総裁や復興部長官、建設部長官などを務めた。日本名は江原 禮三。

## 人物
京城府（現ソウル特別市）西大門区で銀行家の父のもとに生まれる。南大門商業学校を経て、1930年京城高等商業学校卒業。1933年に九州帝国大学法文学部法科を卒業後、同年高等文官試験に合格。朝鮮総督府内務局社会課長などを務め、終戦時には朝鮮総督府財務部長の職にあった。その後、復興部長官や韓国銀行総裁などを経て建設部長官に就任する。在韓国九州大学同窓会会長も務めた。
朝鮮戦争が勃発した1950年にソウル市の副市長を務めていたが、朝鮮人民軍がソウルを占拠したときに、市民に通知することなくあらかじめ避難していた。
民族問題研究所が2008年に発表した親日人名辞典収録予定者名簿の官僚部門の中に名前が含まれていた。

## 略歴
- 1930年 - 京城高等商業学校卒業
- 1933年 - 九州帝国大学法文学部法科卒業、高等文官試験行政科合格
- 1937年 - 京畿道広州郡守
- 1944年 - 朝鮮総督府内務局社会課長
- 1945年 - 朝鮮総督府財務部長
- 1945年 - 米軍政学務部顧問
- 1945年 - 朝鮮住宅営団取締役
- 1946年 - 朝鮮住宅営団理事長
- 1948年 - 外務部通商局長
- 1949年 - ソウル特別市副市長
- 1951年 - 韓国銀行副総裁
- 1960年 - 復興部長官
- 1960年 - 韓国銀行総裁
- 1964年 - 建設部長官
- 1969年 - 慶熙大学校名誉博士
- 1987年 - 新民主共和党常任顧問

1. ↑  永島広紀 「帝国」の大学に学んだ朝鮮人学生韓国研究センター年報22巻